# Laringa velitra
Laringa velitra är en fjärilsart som beskrevs av Hans Fruhstorfer 1912. Laringa velitra ingår i släktet Laringa och familjen praktfjärilar. Inga underarter finns listade i Catalogue of Life.